# Loren Gray

Loren Gray

Loren Gray

Loren Gray Beech (Pottstown, Pennsylvania; 19 de abril de 2002), conocida como Loren Gray o simplemente Loren, es una cantante, productora musical, modelo e influente estadounidense.

## Carrera
Loren se unió a musical.ly (ahora conocido como TikTok) en 2015. Finalmente se mudó a Los Ángeles y creció sus otras plataformas de redes sociales. Después de ganar muchos seguidores en musical.ly en sexto grado, comenzó a ser intimidada en la escuela.  Eventualmente se mudó a Los Ángeles , California y desarrolló sus otras plataformas de redes sociales. En mayo de 2021, tiene más de 52 millones de seguidores en TikTok ,  21,7 millones de seguidores en Instagram ,  3,85 millones de suscriptores de YouTube,  y más de 1,5 millones de seguidores en Twitter.  En su cuenta de respaldo de Instagram, tiene más de 4.6 millones de seguidores.  Loren es la sexta persona más seguida en TikTok y ha sido la persona más seguida en Tik Tok desde el 31 de marzo de 2019 hasta el 25 de marzo de 2020.

### Carrera musical
En 2017, apareció en el video musical del cantante pop inglés HRVY  "Personal".
En marzo de 2018, Gray firmó un contrato discográfico con Virgin Records antes de lanzar su primer sencillo "My Story"  en agosto, que según ella se basa en un amigo que "se enamoró de las personas equivocadas".  En noviembre de 2018, lanzó su segundo sencillo, "Kick You Out",  que fue escrito y producido por ella, y que Billboard describió que mostraba "los verdaderos altibajos que venir de estar enamorado".  Su tercer sencillo, "Queen", un himno potenciador producido por ella y Captain Cuts, fue lanzado en diciembre de 2018.
Gray apareció en el sencillo "Anti-Everything" de Lost Kings , lanzado el 11 de enero de 2019.  Ella cita a Eminem  y Justin Bieber entre sus artistas favoritos. El 4 de abril de 2019, Gray lanzó dos nuevos singles: "Options"  y "Lie Like That",  Ella se unió con Captain Cuts (Walk the Moon, Halsey, The Chainsmokers) para escribir y producir ambas pistas. El 17 de mayo de 2019, Gray lanzó un nuevo sencillo titulado "Can't Do It", es su primer sencillo como artista principal en presentar a otro artista, en este caso a la rapera estadounidense Saweetie.  Después de tomarse un descanso de casi un año para lanzar canciones, lanzó un nuevo sencillo titulado "Cake" el 13 de mayo de 2020. Según Billboard , es una de las 10 principales personas influyentes de la música en TikTok , con más de 45,3 millones de seguidores.
El 1 de septiembre de 2020, Loren lanzó su nuevo sencillo llamado "Alone". Este sencillo viene acompañado de dos vídeos, un videoclip oficial y un Lyric Vídeo. Ambos en su canal de Youtube.
En abril de 2021, Gary lanzó Nobody to love, una colaboración con el grupo musical TELYKast, la cual fue nombrada como hit del verano. Esta canción cuenta con 10 millones de reproducciones en la aplicación Spotify.
En julio de 2021, Gray también lanzó un nuevo sencillo, llamado Piece Of Work.
En febrero de 2020, Gray apareció en el video musical de "The Man" de Taylor Swift.

## Apariciones musicales
| Año  | Canción                      | Artista (s)  | Director (es) |
| ---- | ---------------------------- | ------------ | ------------- |
| 2017 | "Personal"                   | Hrvy         | Ivanna Borin  |
| 2019 | "Million Ways"               | Hrvy         | Kenny Wormald |
| 2020 | " The Man "                  | Taylor Swift | Taylor Swift  |
| 2020 | " Malibu " (At Home Edition) | Kim Petras   | Kim Petras    |

## Discografía
| Título                      | Álbum     | Fecha de lanzamiento    | Ref.   |
| --------------------------- | --------- | ----------------------- | ------ |
| "My Story"                  | Sin Album | 10 de agosto de 2018    | [ 5 ]  |
| "Kick You Out"              | Sin Album | 16 de noviembre de 2018 | [ 8 ]  |
| "Queen"                     | Sin Album | 21 de diciembre de 2018 | [ 11 ] |
| "Options"                   | Sin Album | 4 de abril de 2019      | [ 16 ] |
| "Lie Like That"             | Sin Album | 4 de abril de 2019      | [ 16 ] |
| "Can't Do It" (ft Saweetie) | Sin Album | 17 de mayo de 2019      | [ 17 ] |
| "Cake"                      | Sin Album | 13 de mayo de 2020      | [ 21 ] |

|"Piece Of Work"
|9 de julio de 2021

### Colaboraciones
| Título            | Artista    | Álbum        | Fecha de lanzamiento |
| ----------------- | ---------- | ------------ | -------------------- |
| "Anti-Everything" | Lost Kings | Paper Crowns | 11 de enero de 2019  |

|"Nobody to love"
|TELYKast
|7 de abril de 2021